# 세스테르티우스

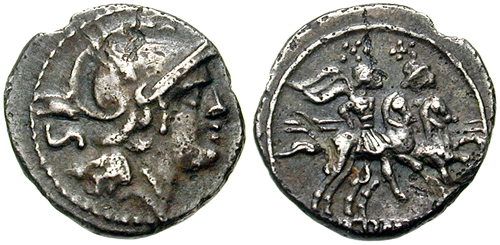

세스테르티우스(Sestertius, 복수형 세스테르티) 혹은 세스테르케(sesterce, 복수형 세스테르케스)는 고대 로마에서 쓰인 화폐 단위 가운데 하나이다. 로마 공화정 시대에 작은 은화가 제조되었으며 로마 제국 시대에는 대형 황동 주화가 제조되었다. 기원전 211년경 데나리우스의 1/4 정도에 해당하는 작은 은화가 제조되면서 도입되었다. 세스테르티우스는 "세미스테르티우스"(semis-tertius)에서 유래된 것으로, "2와 1/2"을 뜻한다. 이는 아스의 2와 1/2에 해당되기 때문에 붙여진 이름이다.

## 같이 보기
- 고대 로마의 화폐